# Хийган
Хийган (кор. 희강, 僖康, Huigang, Hŭigang; пом. 838) — корейський правитель, сорок третій володар (ван) держави Сілла (чотирнадцятий ван об'єднаної Сілли).
Був онуком вана Вонсона. Зійшов на трон 836 року після смерті вана Хиндока, який не залишив спадкоємців.
Хийган призначив Кім Меона на найвищий пост при дворі. Однак уже наступного року той підбурив повстання проти вана, в результаті чого Хийгана змусили вчинити самогубство, а Кім Меон зайняв трон під ім'ям Міне.